# Monarcha castaneiventris
O papa-moscas-monarca (Monarcha castaneiventris) é uma espécie de ave da família Corvidae.
É endémica das Ilhas Salomão.